# Коагулирование воды
Коагулирование воды (лат. coagulatio — свёртывание, сгущение, укрупнение) — процесс осветления и обесцвечивания воды с применением химических реактивов-коагулянтов, которые при взаимодействии с гидрозолями и растворимыми примесями воды вызывают их выпадение в осадок. Используется при очистке водопроводной воды перед отстаиванием и фильтрацией.

## Цель
Цель коагулирования состоит в том, чтобы в процессе флокуляции примеси образовали «флокулы» — хлопьевидные скопления, которые из-за их большого размера легко удалить из воды отстаиванием или фильтрованием. Без коагулирования удаление мелкодисперсных примесей в отстойнике может быть непрактичным, так как требует больших интервалов времени (до нескольких лет). Оптимальный размер флокул — несколько миллиметров.

## Физические основы
Стабильность коллоидной смеси поддерживается в основном за счёт электростатического отталкивания и стерических эффектов, потому коагулирование применяет, среди прочих, следующий метод: предотвращение электростатического отталкивания с помощью добавления солей или изменения кислотности; это даёт возможность коллоидным частицам сблизиться на расстояние, на котором силы Ван-дер-Ваальса приведут к слипанию частиц.

## Коагулянты
Из железных составов:
- Сульфат железа
- Хлорное железо

Из алюминиевых коагулянтов:
- Сульфат алюминия
- Гидроксохлорид алюминия
- Гидроксохлоросульфат алюминия (ГСХА) Al2(SO4)2,44Cl0,33(OH)0,79·18 H2O[1]

## Процесс
Процесс коагулирования проводится в два этапа:
- быстрое смешивания химиката с водой. Обычно продолжается около одной минуты (меньшие интервалы приводят к худшему распределению коагулянта; бо́льшие могут привести к разрушению уже образовавшихся флокул). Смешивание обычно производится в специальном резервуаре-смесителе;
- собственно флокуляция (обычно от получаса до 45 минут). В процессе флокуляции вода проходит через несколько резервуаров с постепенно уменьшающейся скоростью перемешивания воды.